# Daniel Nathans
Daniel Nathans (Wilmington, 30 de outubro de 1928 – Baltimore, 26 de novembro de 1999) foi um microbiologista estadunidense.
Foi agraciado com o Nobel de Fisiologia ou Medicina de 1978, por suas descobertas sobre enzimas e suas aplicações na genética molecular. Além do Nobel, recebeu o Prêmio da Academia Nacional de Ciências e o Prêmio de Biologia Molecular da Fundação Americana do Aço, em 1976.

## Carreira
Em 1962, Nathans foi para a Johns Hopkins School of Medicine como professor assistente de microbiologia. Foi promovido a professor associado em 1965 e a professor em 1967. Tornou-se diretor do departamento de microbiologia em 1972 e ocupou esse cargo até 1982. Em 1981, o departamento de microbiologia passou a se chamar departamento de biologia molecular e genética.
Em 1982, a Universidade Johns Hopkins fez de Nathans um professor universitário, cargo em que atuou até sua morte em 1999. Ele também se tornou um investigador sênior da unidade do Howard Hughes Medical Institute na Johns Hopkins School of Medicine em 1982.
De 1995 a 1996, Nathans atuou como presidente interino da Universidade Johns Hopkins.
Em janeiro de 1999, a Escola de Medicina Johns Hopkins estabeleceu o Instituto McKusick-Nathans de Medicina Genética, um centro clínico e de pesquisa multidisciplinar nomeado em homenagem a Nathans e ao geneticista médico pioneiro Victor McKusick.

Nathans também recebeu seis doutorados honorários ao longo de sua carreira.